# Вердыш, Дмитрий Иванович
Дмитрий Иванович Вердыш — советский хозяйственный, государственный и политический деятель.

## Биография
Родился в 1916 году в селе Лунга. Член КПСС с 1942 года.
Участник Великой Отечественной войны. С 1949 года — на хозяйственной, общественной и политической работе. В 1949—1982 гг. — первый секретарь Каларашского, Котовского районных комитетов КП Молдавской ССР, министр народного образования Молдавской ССР, начальник управления, председатель Государственного комитета Совета Министров МССР по профессионально-техническому образованию, начальник архивного управления при Совете Министров МССР.
Избирался депутатом Совета Национальностей Верховного Совета СССР 3-го и 4-го созывов от Молдавской ССР (1950—1958), Верховного Совета Молдавской ССР 5-го и 6-го созывов.
Умер после 1985 года.